# Monasterio de Santa María (Serrateix)
El monasterio de Santa María fue una antigua abadía benedictina situada cerca del actual municipio de Viver y Serrateix, en la comarca catalana del Bergadá. 

## Historia
Los orígenes de este monasterio se sitúan en el año 940 cuando un grupo de monjes se instalaron en la zona con las reliquias de San Urbicio. Se cree que huían de la ocupación árabe. En el 977, la comunidad quedó bajo la protección de los condes de Cerdaña y de los de Besalú. En esa época contaba con trece monjes. 
Más tarde recibió donaciones de Oliba Cabreta y otros nobles de la zona, lo que permitió ampliar las posesiones del cenobio. A principios del siglo XIV, a pesar de que el cenobio estaba en muy mal estado, se inició la construcción de la torre del campanario, y en el siglo XVIII un nuevo claustro. Aunque nunca fue una comunidad muy brillante, el monasterio siguió funcionando hasta la exclaustración definitiva ocurrida en 1835. Sufrió daños de consideración durante la guerra civil española que destruyeron diversas dependencias monacales.

## Edificio
En la actualidad se conserva la segunda iglesia del monasterio que funciona como parroquia de Serrateix. Aunque tenía tres ábsides únicamente se conserva el central, con arcos ciegos y decoraciones de estilo lombardo. En los siglos XV y XVI se construyeron en los laterales amplías capilla de estilo gótico tardío. Durante estas reformas, desapareció el cimborrio original y se reconstruyó el tejado.
La torre del campanario, fortificada, es del siglo XVII. El claustro fue construido en el siglo XVIII para sustituir al anterior muy deteriorado. Ahí se encontraba la tumba del abad Berenguer de Torigues, cuyo sarcófago, declarado en 1982 Bien de Interés Cultural, se conserva en el Museo Diocesano de Solsona.